# Паперова людина
«Паперова людина» (англ. Paper Man; також відомий як англ. Unlikely Hero) — американська трагікомедія 2009 року.

## Сюжет
Річард, одружений, але в душі самотній письменник-романіст, єдиний друг якого — вигаданий ще в дитинстві супергерой Капітан Чудовий, за наполяганням дружини Клер переїжджає на зимовий сезон до пляжного району Лонг-Айленда, щоб подолати творчу кризу. Там він зустрічає 17-річну Еббі. Річард наймає її як няню, хоча у нього немає дітей. Еббі зварила суп, поки його не було в домі. Він заздрить їй за те, що вона зробила це своїми руками, тому що йому робити що-небудь своїми руками важко. Наступного тижня, попри попередження Капітана Чудового, він знову наймає її на той самий час. Між Річардом і Еббі формуються слабкі стосунки як між батьком і донькою. Спілкування з Еббі допомагає Річарду інакше поглянути на свої проблеми. Еббі розповідає Річарду про смерть своєї сестри-близнючки Емі, а Річард розповідає їй про свій невдалий шлюб. Тим часом в Еббі після смерті Емі є свій уявний друг Крістофер, який спостерігає за розвитком її стосунків із Річардом.
Річард влаштовує п'яну вечірку для місцевих старшокласників. У домі панує безлад, і Еббі та Річард разом засинають на дивані, де наступного ранку їх знаходить Клер. Вони з Річардом сваряться, і він звинувачує її в тому, що у них немає дітей і відсутні справжні стосунки, хоча, як вона розповідає, це було його рішення не мати дітей.
Еббі та Річард втрачають своїх уявних друзів. Річард та Клер миряться.

## У ролях
| Актор          | Роль            |
| -------------- | --------------- |
| Джефф Денієлс  | Річард Данн     |
| Ліза Кудров    | Клер Данн       |
| Емма Стоун     | Еббі            |
| Раян Рейнольдс | Капітан Чудовий |
| Кіран Калкін   | Крістофер       |
| Гантер Перріш  | Брайс           |
| Арабелла Філд  | Люсі            |

## Критика
Rotten Tomatoes дав оцінку 32% на основі 31 відгуків від критиків і 48% від більш ніж 5 000 глядачів.